# Cylindromyia uniformis
Cylindromyia uniformis är en tvåvingeart som beskrevs av Aldrich 1926. Cylindromyia uniformis ingår i släktet Cylindromyia och familjen parasitflugor. Inga underarter finns listade i Catalogue of Life.